# Corancez
Corancez est une commune française située dans le département d'Eure-et-Loir en région Centre-Val de Loire.

## Géographie

### Situation

Situation géographique
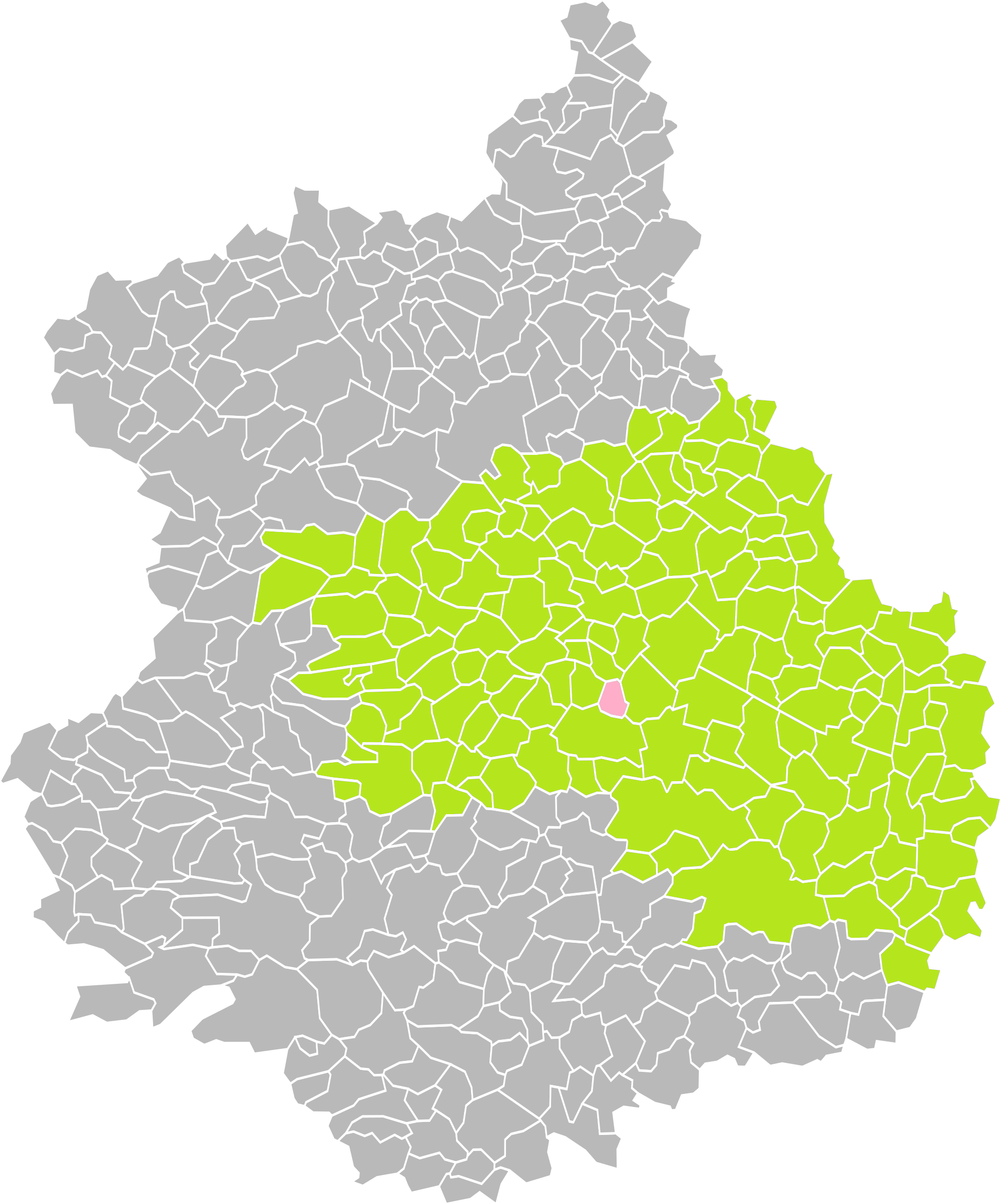
Corancez dans son arrondissement.
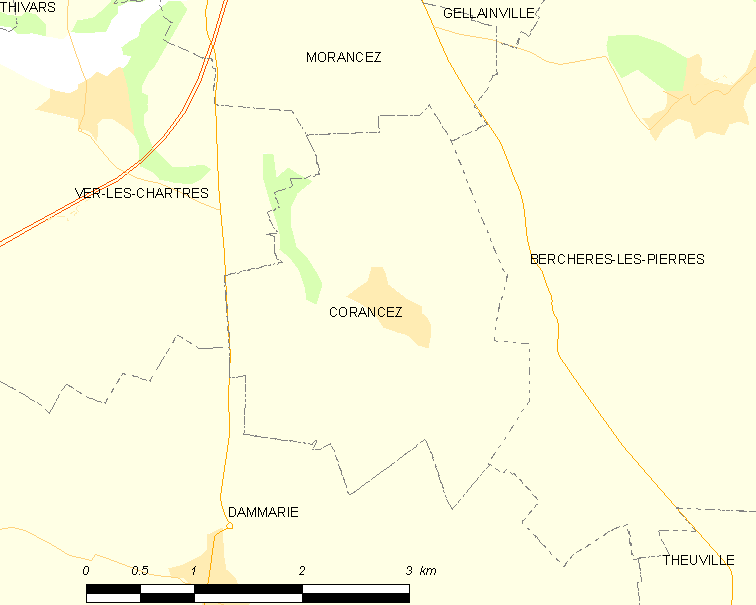
Carte de la commune de Corancez.

### Communes limitrophes
|                  | Morancez |                       |
| Ver-lès-Chartres | Corancez | Berchères-les-Pierres |
|                  | Dammarie |                       |

### Climat
Pour des articles plus généraux, voir Climat du Centre-Val de Loire et Climat d'Eure-et-Loir.
En 2010, le climat de la commune est de type climat océanique dégradé des plaines du Centre et du Nord, selon une étude du CNRS s'appuyant sur une série de données couvrant la période 1971-2000. En 2020, Météo-France publie une typologie des climats de la France métropolitaine dans laquelle la commune est exposée à un climat océanique altéré et est dans la région climatique  Sud-ouest du bassin Parisien, caractérisée par une faible pluviométrie, notamment au printemps (120 à 150 mm) et un hiver froid (3,5 °C). 
Pour la période 1971-2000, la température annuelle moyenne est de 10,6 °C, avec une amplitude thermique annuelle de 15 °C. Le cumul annuel moyen de précipitations est de 625 mm, avec 10,6 jours de précipitations en janvier et 7,7 jours en juillet. Pour la période 1991-2020, la température moyenne annuelle observée sur la station météorologique de Météo-France la plus proche, sur la commune de Sours à 8 km à vol d'oiseau, est de 11,6 °C et le cumul annuel moyen de précipitations est de 587,6 mm,. Pour l'avenir, les paramètres climatiques de la commune estimés pour 2050 selon différents scénarios d'émission de gaz à effet de serre sont consultables sur un site dédié publié par Météo-France en novembre 2022.

## Urbanisme

### Typologie
Au 1er janvier 2024, Corancez est catégorisée commune rurale à habitat dispersé, selon la nouvelle grille communale de densité à 7 niveaux définie par l'Insee en 2022.
Elle est située hors unité urbaine. Par ailleurs la commune fait partie de l'aire d'attraction de Chartres, dont elle est une commune de la couronne,. Cette aire, qui regroupe 117 communes, est catégorisée dans les aires de 50 000 à moins de 200 000 habitants,.

### Occupation des sols
L'occupation des sols de la commune, telle qu'elle ressort de la base de données européenne d’occupation biophysique des sols Corine Land Cover (CLC), est marquée par l'importance des territoires agricoles (93,8 % en 2018), une proportion sensiblement équivalente à celle de 1990 (94,1 %). La répartition détaillée en 2018 est la suivante : 
terres arables (93,8 %), zones urbanisées (4 %), forêts (2,3 %). L'évolution de l’occupation des sols de la commune et de ses infrastructures peut être observée sur les différentes représentations cartographiques du territoire : la carte de Cassini (XVIIIe siècle), la carte d'état-major (1820-1866) et les cartes ou photos aériennes de l'IGN pour la période actuelle (1950 à aujourd'hui).

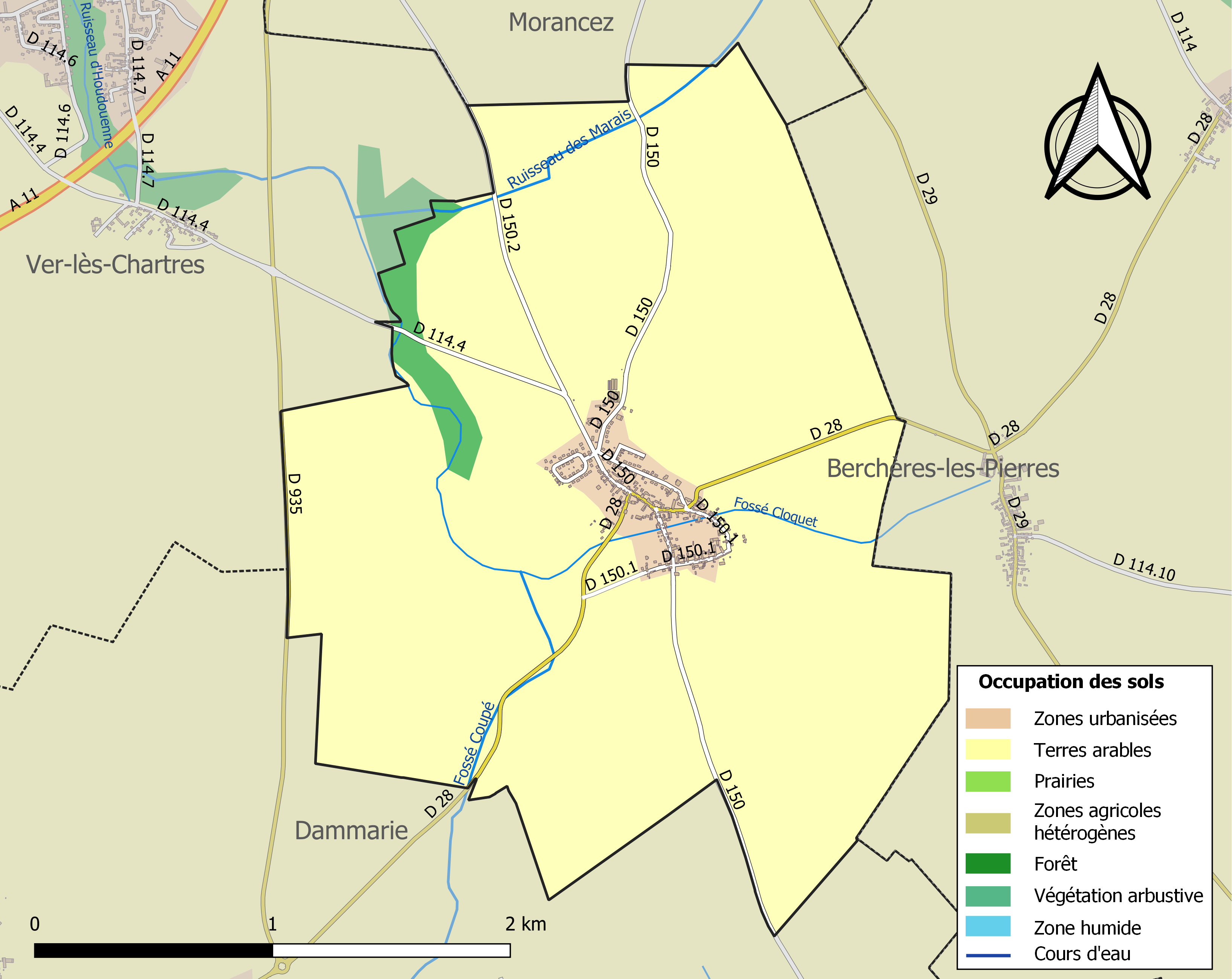
Carte des infrastructures et de l'occupation des sols de la commune en 2018 (CLC).

### Risques majeurs
Le territoire de la commune de Corancez est vulnérable à différents aléas naturels : météorologiques (tempête, orage, neige, grand froid, canicule ou sécheresse), inondations, mouvements de terrains et séisme (sismicité très faible). Il est également exposé à un risque technologique, le transport de matières dangereuses. Un site publié par le BRGM permet d'évaluer simplement et rapidement les risques d'un bien localisé soit par son adresse soit par le numéro de sa parcelle.

#### Risques naturels
Certaines parties du territoire communal sont susceptibles d’être affectées par le risque d’inondation par débordement de cours d'eau et par ruissellement et coulée de boue, notamment La commune a été reconnue en état de catastrophe naturelle au titre des dommages causés par les inondations et coulées de boue survenues en 1999, 2018 et 2021,.

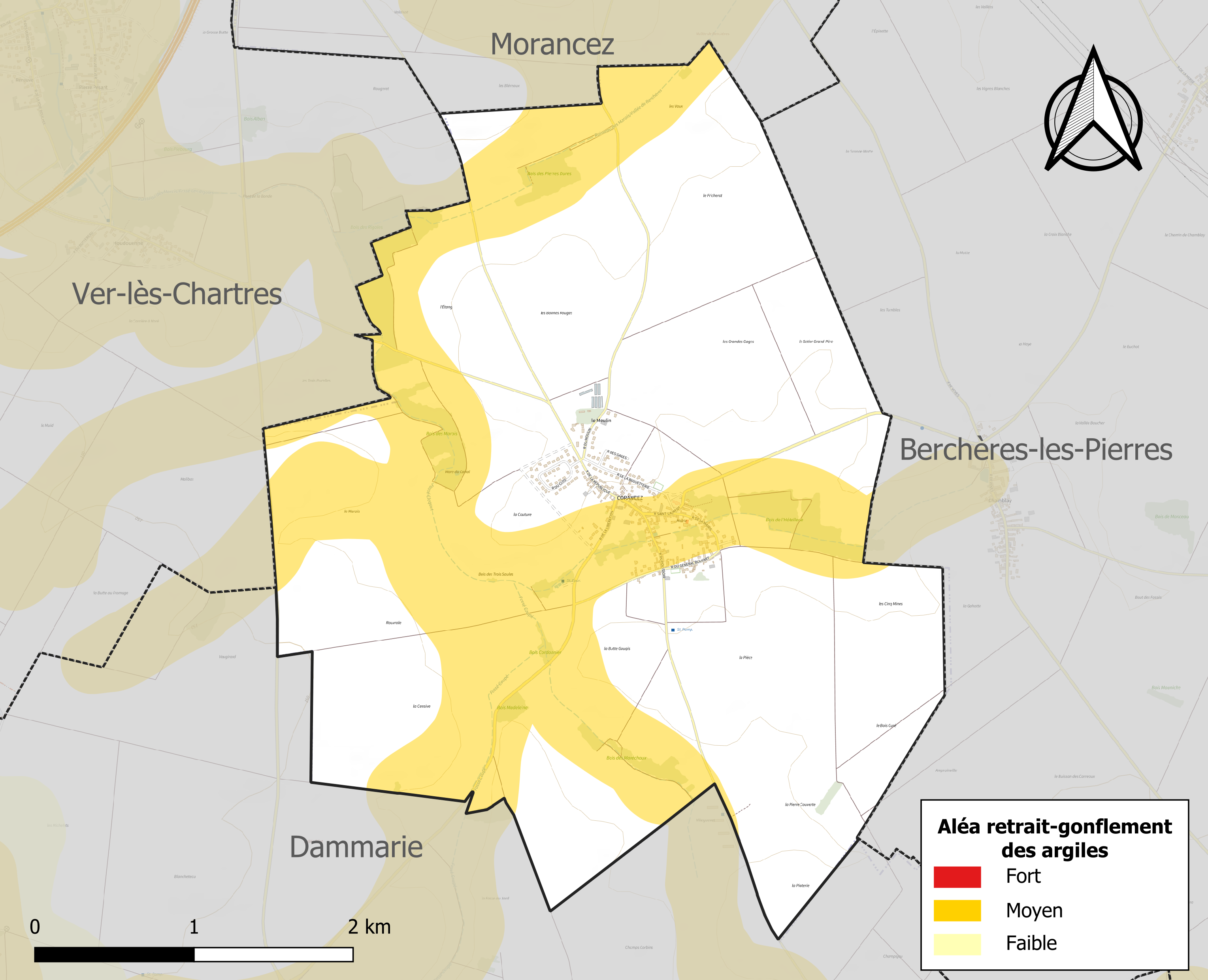
Carte des zones d'aléa retrait-gonflement des sols argileux de Corancez.

Les mouvements de terrains susceptibles de se produire sur la commune sont des affaissements et effondrements liés aux cavités souterraines (hors mines). L'inventaire national des cavités souterraines permet de localiser celles situées sur la commune.
Le retrait-gonflement des sols argileux est susceptible d'engendrer des dommages importants aux bâtiments en cas d’alternance de périodes de sécheresse et de pluie. 36,6 % de la superficie communale est en aléa moyen ou fort (52,8 % au niveau départemental et 48,5 % au niveau national). Sur les 180 bâtiments dénombrés sur la commune en 2019, 71 sont en aléa moyen ou fort, soit 39 %, à comparer aux 70 % au niveau départemental et 54 % au niveau national. Une cartographie de l'exposition du territoire national au retrait gonflement des sols argileux est disponible sur le site du BRGM,.
Concernant les mouvements de terrains, la commune a été reconnue en état de catastrophe naturelle au titre des dommages causés par des mouvements de terrain en 1999.

#### Risques technologiques
Le risque de transport de matières dangereuses sur la commune est lié à sa traversée par des infrastructures routières ou ferroviaires importantes ou la présence d'une canalisation de transport d'hydrocarbures. Un accident se produisant sur de telles infrastructures est en effet susceptible d’avoir des effets graves au bâti ou aux personnes jusqu’à 350 m, selon la nature du matériau transporté. Des dispositions d’urbanisme peuvent être préconisées en conséquence.

## Toponymie
Le nom de la localité est attesté sous les formes Conseniacum en 954 et sous les formes Consencioe vers 1150, Consentiacum en 1162, Corsencioe en 1171, Cossenceioe en 1228, Cousences vers 1250, Corsance en 1256, Quozences en 1295, Corenceya en 1365, Corances en 1411, Corenceioe en 1626, Saint Laurent de Corancez en 1736, Corancez après 1789 et en 1855.
L'étymologie du nom Corancez paraît se rattacher aux monuments celtiques qui jadis étaient très nombreux entre Corancez et Morancez.
Le nom Corancez se compose de trois mots : kor, an, kez. En langue celtique, kor signifie "petit", an ou han signifie "bataille", et kez ou keuz, "douleur", "affliction". Ceci peut être traduit par « petit deuil de la bataille ».
On peut donc supposer que, jadis, les Carnutes perdirent ici une bataille qui se solda par de nombreux morts : le nom de Corancez semble donc être relatif à cet événement de l’époque gauloise, probablement vers 57 à 51 avant Jésus-Christ.
Une autre interprétation du nom la relie au polissoir du Puits de Saint-Martin, sur la commune de Corancez, signifiant alors « la pierre couchée ».

## Histoire

### L'affaire Brierre, 1901
L'affaire Brierre est un fait divers criminel survenu le 22 avril 1901 dans une ferme de Corancez et qui a un immense retentissement en France et même à l'étranger.
Édouard Brierre, fermier veuf qui élève seul ses cinq enfants, est accusé d'un quintuple infanticide avec préméditation. Vers trois heures du matin, il affirme avoir été agressé par deux voleurs qui le blessent et défoncent le crâne de ses cinq enfants.
Le juge d'instruction, après avoir penché pour la folie, lui trouve un mobile faible : Édouard Brierre a une maîtresse Véronique Lubin, qui aurait déclaré qu'ils allaient se remarier, mais que Brierre se plaignait d'avoir trop d'enfants, ne pouvant plus assumer financièrement leur éducation car il était trop endetté.
Condamné à la peine de mort, sa peine est commuée en réclusion criminelle à perpétuité par le président de la République Émile Loubet,.

## Politique et administration

### Liste des maires
| Période                                  | Période      | Identité        | Étiquette | Qualité  |
| ---------------------------------------- | ------------ | --------------- | --------- | -------- |
| Avant 1988                               | ?            | Georges Gouache |           |          |
| Mars 2001                                | Juillet 2020 | Bernard Servin  | SE        | Retraité |
| Juillet 2020                             | En cours     | Alain Choupart  |           |          |
| Les données manquantes sont à compléter. |              |                 |           |          |

## Population et société

### Démographie
L'évolution du nombre d'habitants est connue à travers les recensements de la population effectués dans la commune depuis 1793. Pour les communes de moins de 10 000 habitants, une enquête de recensement portant sur toute la population est réalisée tous les cinq ans, les populations de référence des années intermédiaires étant quant à elles estimées par interpolation ou extrapolation. Pour la commune, le premier recensement exhaustif entrant dans le cadre du nouveau dispositif a été réalisé en 2008.

En 2022, la commune comptait 361 habitants, en évolution de −6,96 % par rapport à 2016 (Eure-et-Loir : −0,23 %, France hors Mayotte : +2,11 %).
| 1793 | 1800 | 1806 | 1821 | 1831 | 1836 | 1841 | 1846 | 1851 |
| ---- | ---- | ---- | ---- | ---- | ---- | ---- | ---- | ---- |
| 200  | 231  | 258  | 299  | 304  | 321  | 321  | 316  | 319  |

| 1856 | 1861 | 1866 | 1872 | 1876 | 1881 | 1886 | 1891 | 1896 |
| ---- | ---- | ---- | ---- | ---- | ---- | ---- | ---- | ---- |
| 322  | 308  | 303  | 286  | 292  | 277  | 285  | 282  | 270  |

| 1901 | 1906 | 1911 | 1921 | 1926 | 1931 | 1936 | 1946 | 1954 |
| ---- | ---- | ---- | ---- | ---- | ---- | ---- | ---- | ---- |
| 249  | 235  | 228  | 183  | 183  | 189  | 176  | 156  | 170  |

| 1962 | 1968 | 1975 | 1982 | 1990 | 1999 | 2006 | 2008 | 2013 |
| ---- | ---- | ---- | ---- | ---- | ---- | ---- | ---- | ---- |
| 162  | 141  | 167  | 385  | 420  | 458  | 417  | 405  | 398  |

| 2018 | 2022 | - | - | - | - | - | - | - |
| ---- | ---- | - | - | - | - | - | - | - |
| 368  | 361  | - | - | - | - | - | - | - |

## Culture locale et patrimoine

### Lieux et monuments

#### Polissoir Pinte de Saint-Martin
Classé MH (1889).
Aussi appelée polissoir du Puits de saint Martin, cette imposante dalle de grès comporte plusieurs groupes de griffures ou rainures certaines assez profondes, et des cuvettes. La dalle mesure 5,30 m sur 2,20 m. La pierre doit son nom au bassin retenant l'eau en son centre. Cette cavité passe en effet pour être l'empreinte d'un pied du cheval de Saint-Martin.
Le polissoir date du Néolithique, époque à laquelle les hommes polissent les haches de pierre, dont le silex. Le polissage rend les tranchants plus résistants, notamment pour couper les fibres du bois sans s'esquiver. Les haches polies servent alors surtout aux travaux de défrichage qui prennent un grand essor avec le développement de l'agriculture.
Les stries parallèles sur le polissoir sont le résultat du polissage répété des bords d'outils. Les cuvettes sont le fruit de l'affûtage des tranchants.
Avant cette étape, l'objet est d'abord taillé. L'ébauche est alors soumise à l'abrasion sur le bloc de pierre à l'aide d'eau et souvent de sable. Une pression de plusieurs dizaines de kilos est nécessaire pour être efficace. Le polissage d'une pièce exige de nombreuses heures d'un travail pénible, puisque le rendement du polissage à la main sur des roches très dures est de l'ordre de 5 à 20 g par heure seulement.

#### Le dolmen près du polissoir
Après le classement du polissoir en 1889, le photographe Séraphin-Médéric Mieusement en réalisa un cliché en septembre 1891. À la même date, il exécuta une prise de vue d'un dolmen "près du polissoir", ce monument a été détruit entre 1940 et 1945.

#### Église Saint-Laurent
L'édifice est daté du XIIe siècle et a été remaniée au XVIe.

Lieux et monuments de Corancez
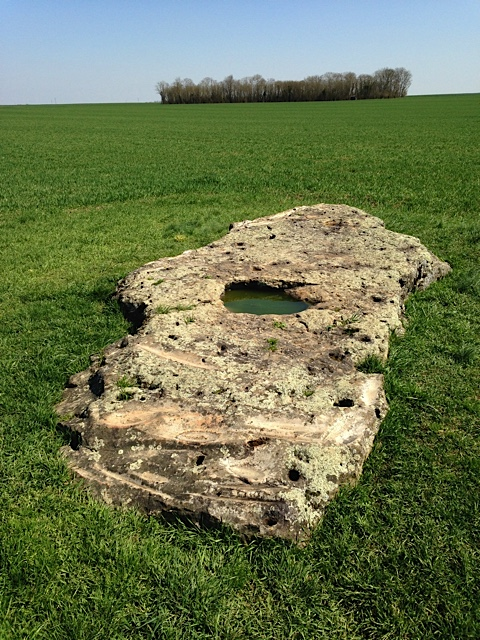
Polissoir Pinte de Saint-Martin.
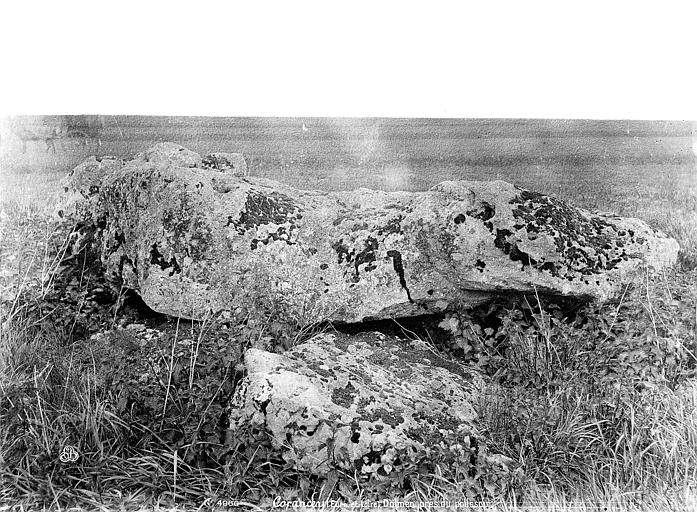
Dolmen existant autrefois près du polissoir de la Pinte de Saint-Martin, par Mieusement, septembre 1891.
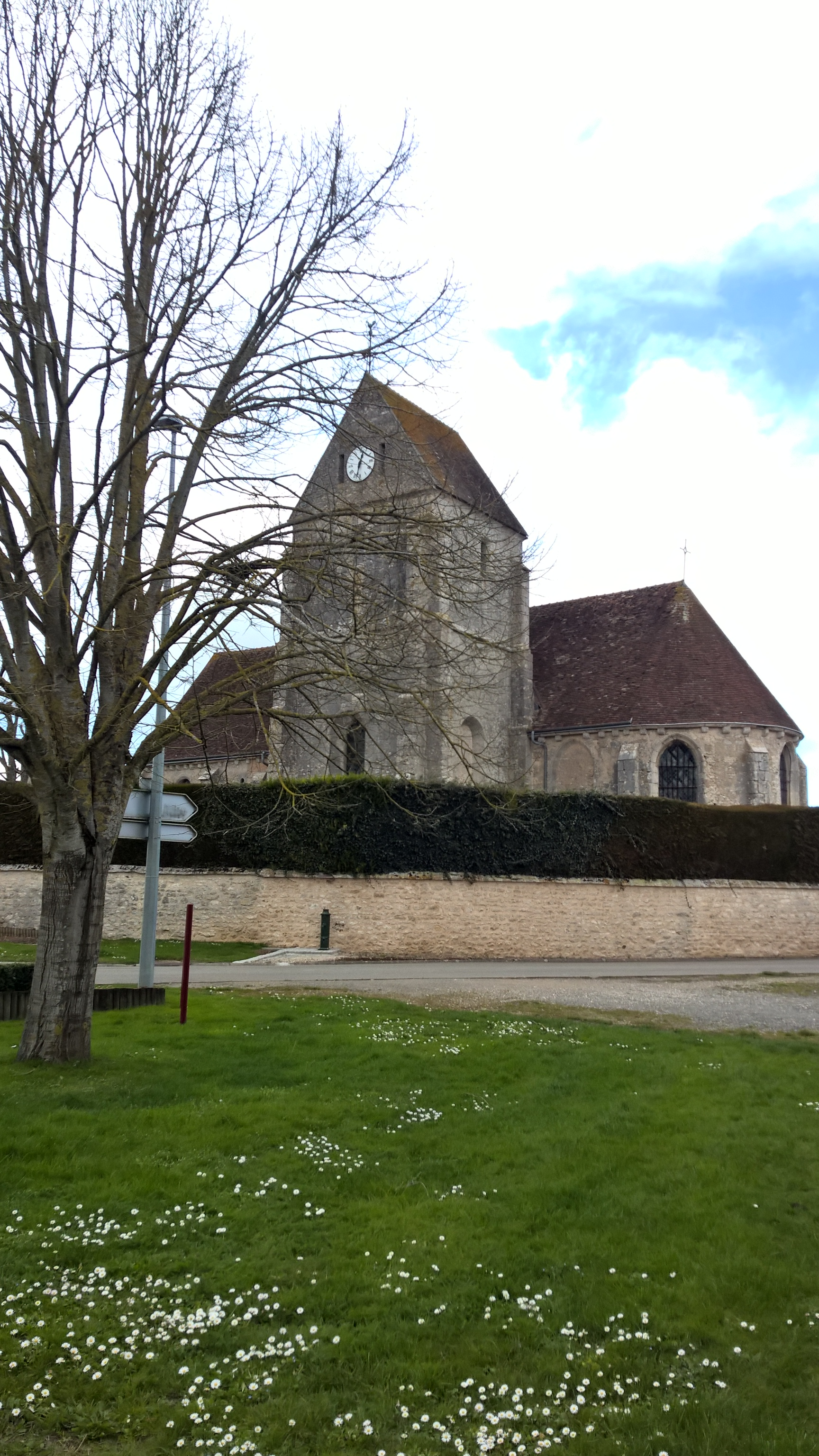
Église Saint-Laurent de Corancez.
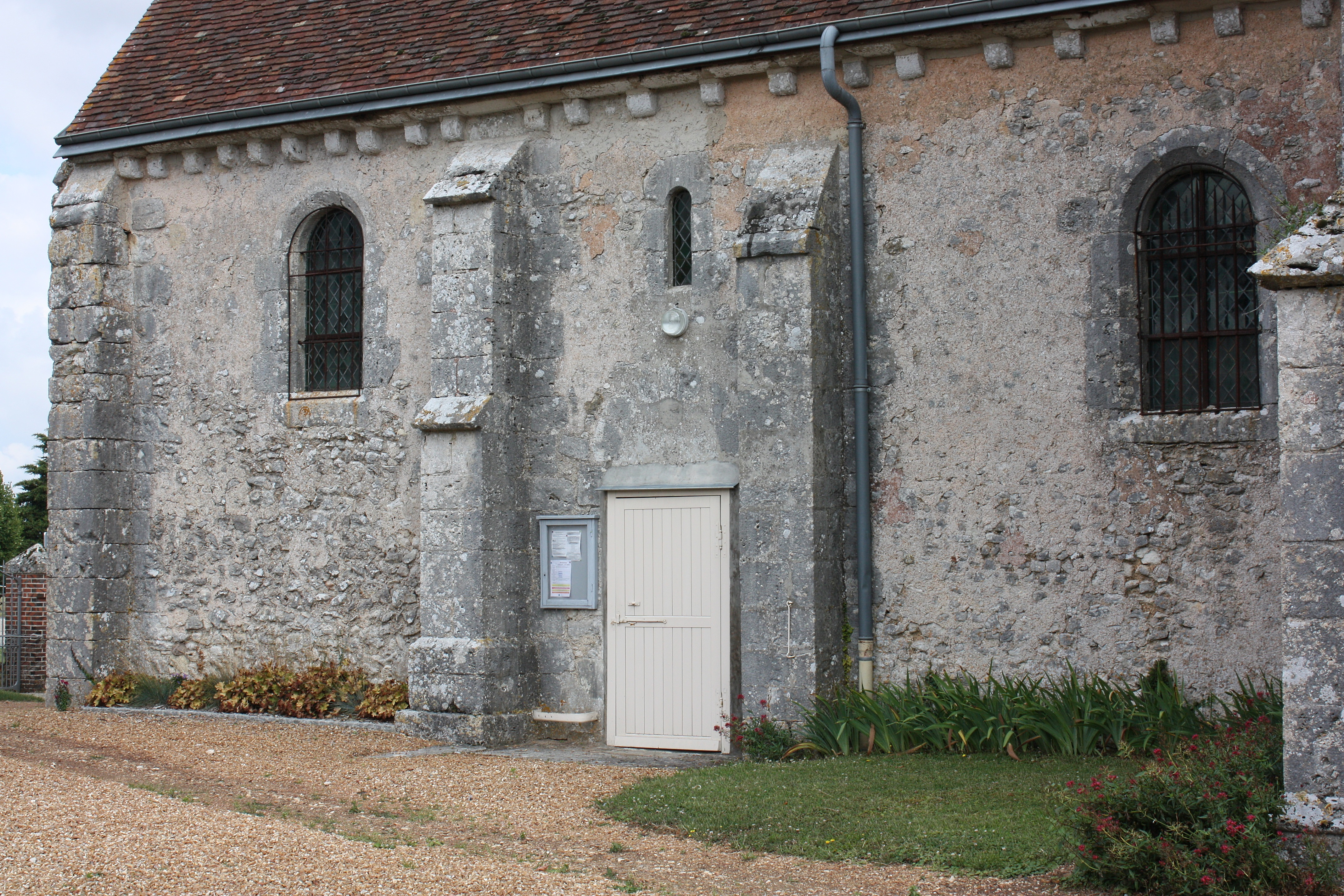
Mur sud de l'église.